# Mysia Wieża
 (juin 2020).
Mysia Wieza (la « Tour des Souris ») est une tour octogonale en brique de 32 mètres de haut, située à Kruszwica, sur la péninsule Rzepowski au nord du lac Goplo en Pologne.

## Histoire et architecture
Octogonale à l'extérieur mais ronde à l'intérieur, la tour est un vestige du château de Kruszwica, construit par le roi Casimir III le Grand vers 1350. Les petites ouvertures ne sont pas des fenêtres mais les vestiges de l'échafaudage qui a permis d'édifier la tour.
Initialement conçue pour protéger Kruszwica des Chevaliers Teutoniques, la forteresse est, après la chute de l'Ordre, devenue le siège de la castellenie et du bureau de staroste de Kruszwica. Les Suédois l'ont occupée et ont détruit la forteresse à l'explosif en 1657, n'épargnant que la tour . L'édifice est, depuis 1895, une attraction touristique au bord du lac : on aperçoit depuis son sommet Inowrocław, Strzelno et Radziejów. 

## Légende
Le surnom de la Tour des souris fait référence à la légendes de Popiel, le souverain légendaire de la Pologne, exilé par le duc des Polanes, Siemovit (ancêtre de Mieszko Ier), citée dans la Chronique de la Pologne de Gall Anonim (Gesta principum Polonorum).
Une légende similaire (un cruel souverain dévoré par des souris dans une tour) mais postérieure d'après Jacek Banaszkiewicz existe également en Allemagne (Bingen am Rhein).

## Galerie

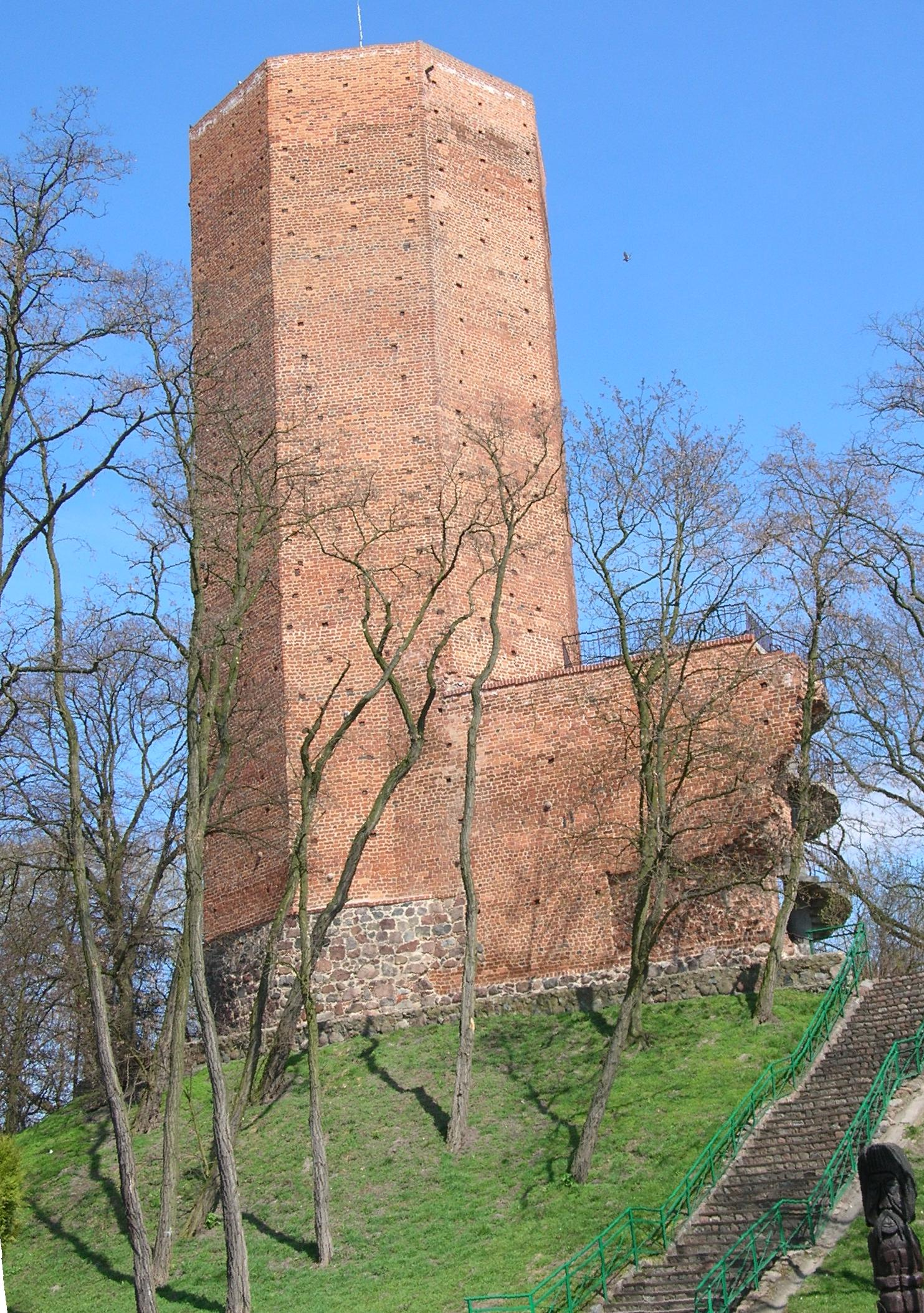
Vue sur une journée ensoleillée.
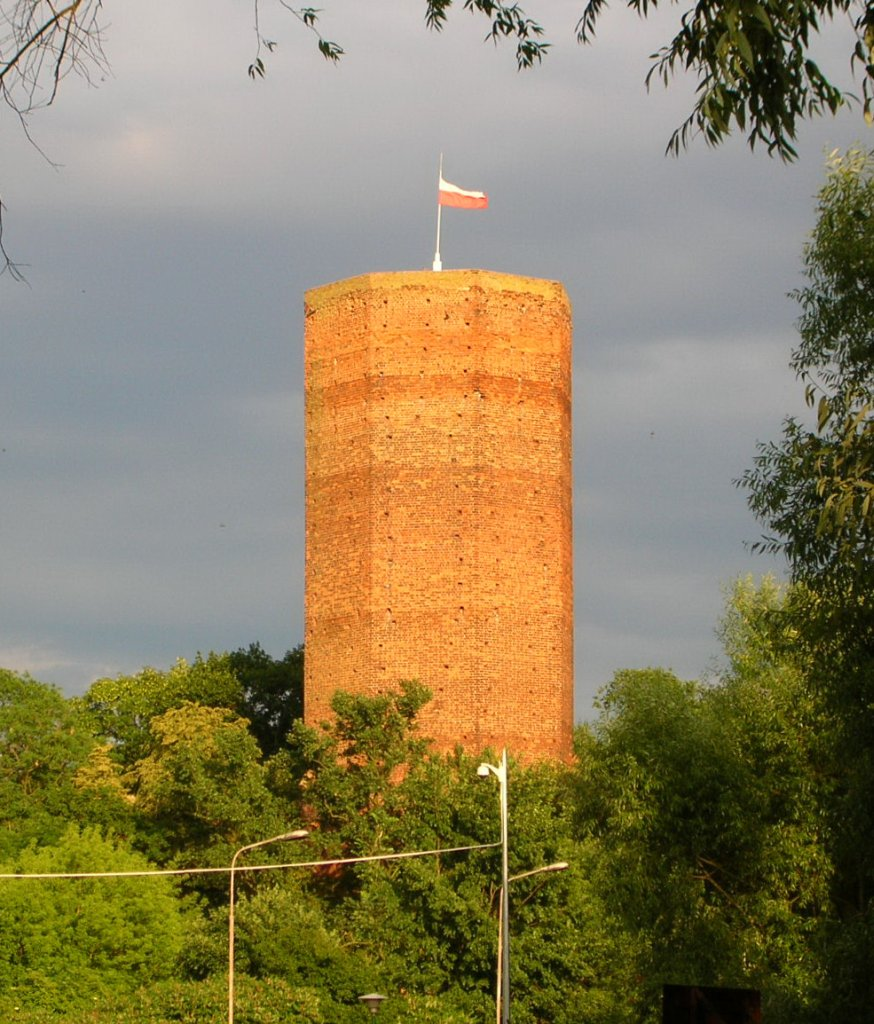
Vue du coucher de soleil.
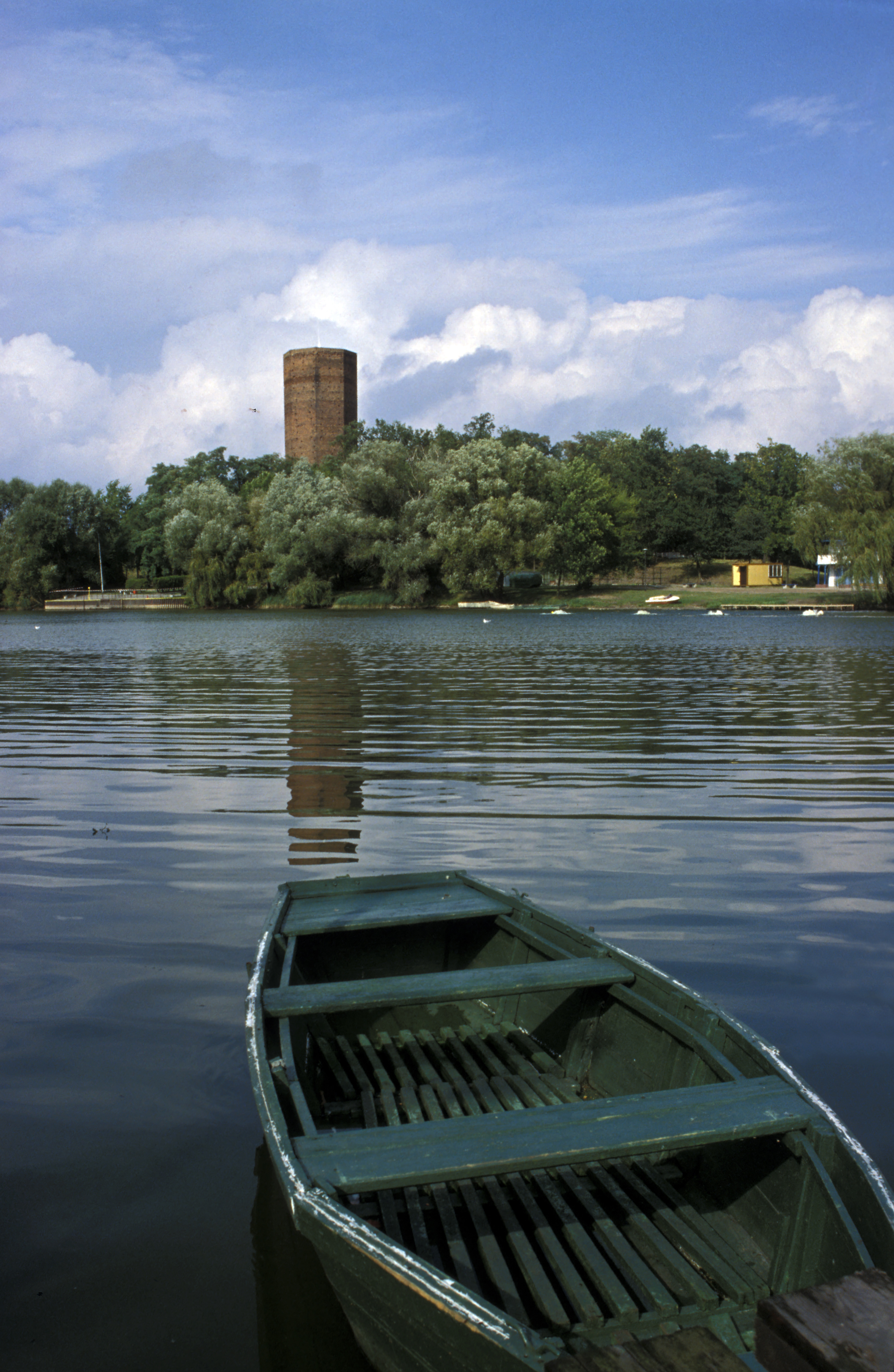
Vue du lac Gopło.
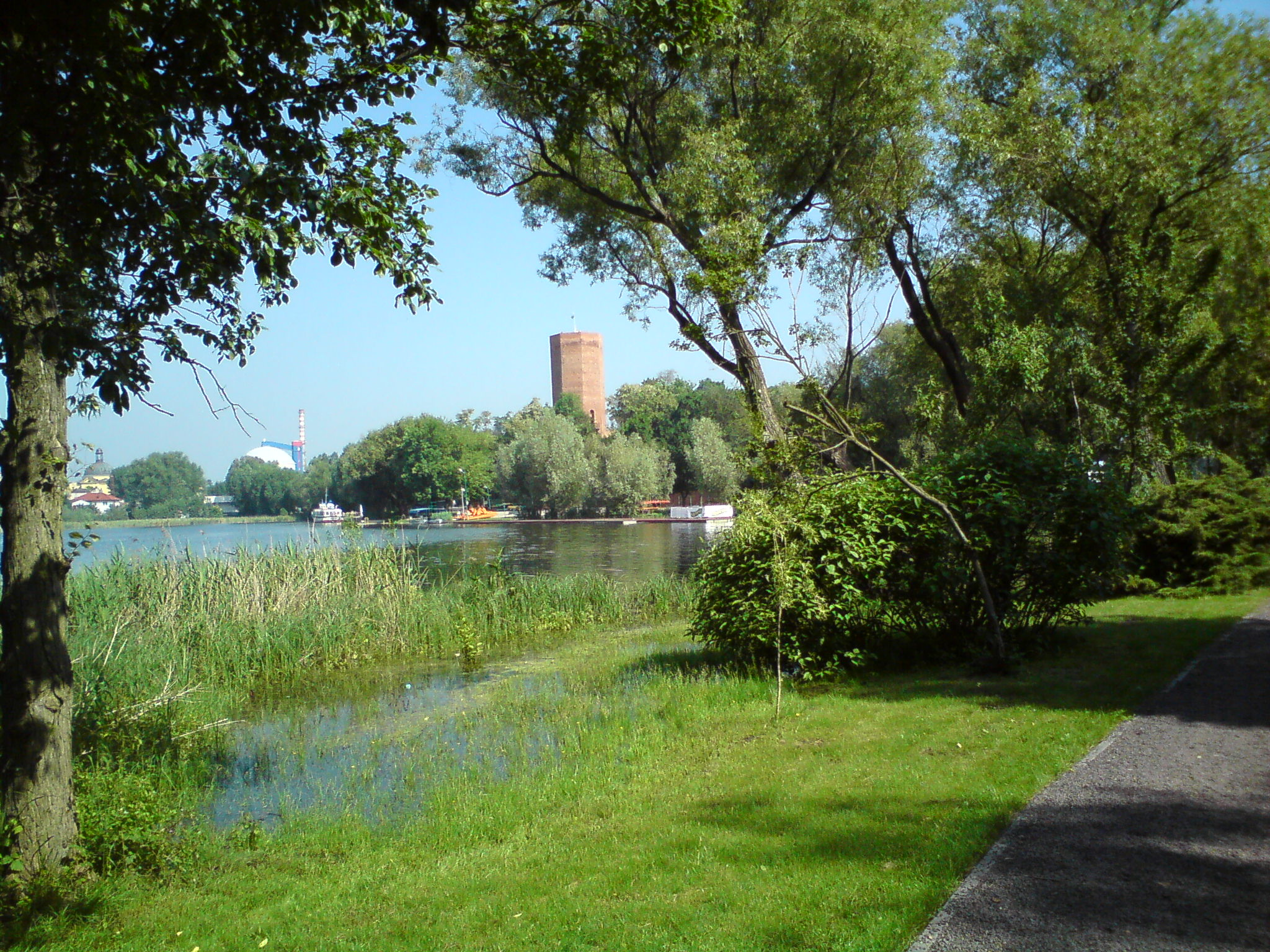
Vue de la péninsule Rzępowski.
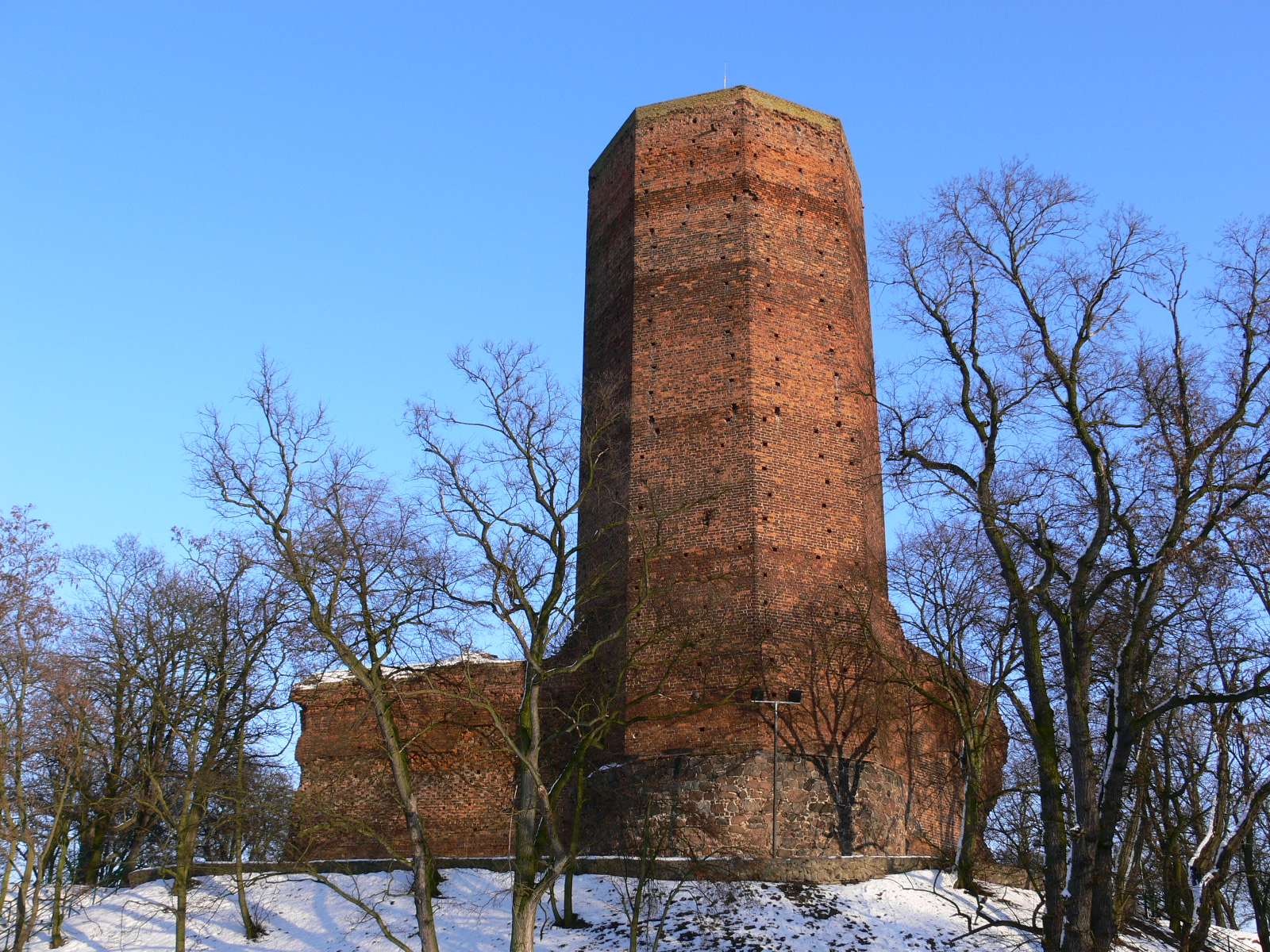
Vue d'hiver.
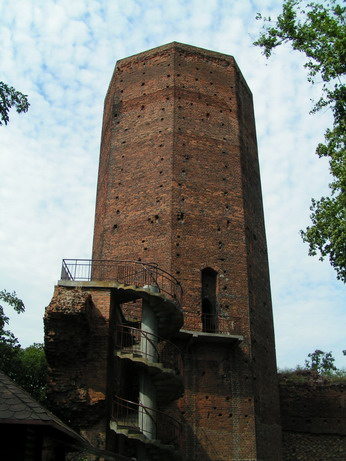
Vue d'été.